# Myriapora truncata
A Myriapora truncata a szájfedő nélküliek (Gymnolaemata) osztályának a Cheilostomatida rendjébe, ezen belül a Myriaporidae családjába tartozó faj.

## Előfordulása
A Myriapora truncata előfordulási területe az Észak-Atlanti-óceán portugáliai és spanyolországi partmentéin van. A Földközi-tengerben is van állománya. Az emberi tevékenységek miatt Mauritius tengervizeibe is bekerült.

## Képek

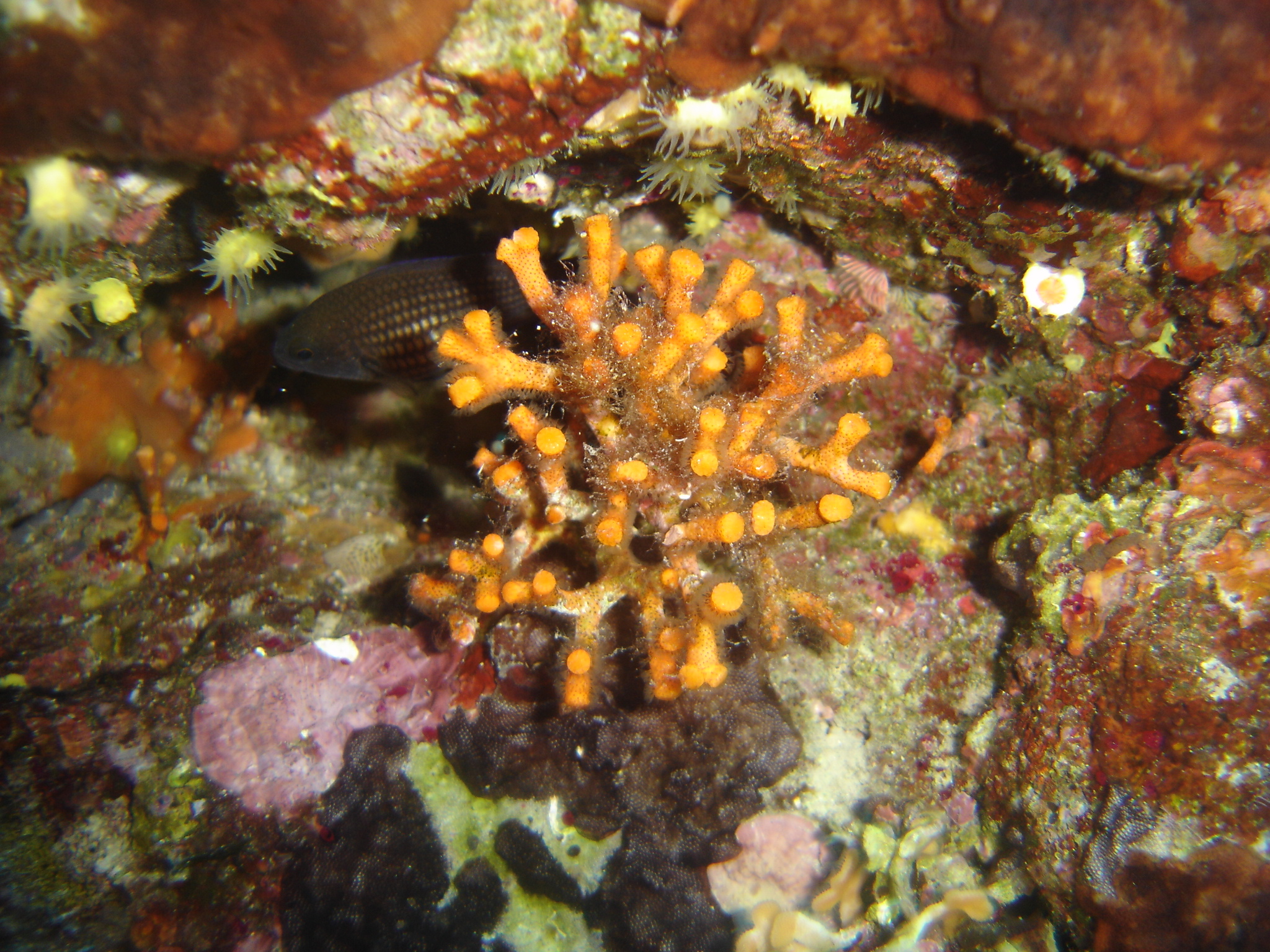
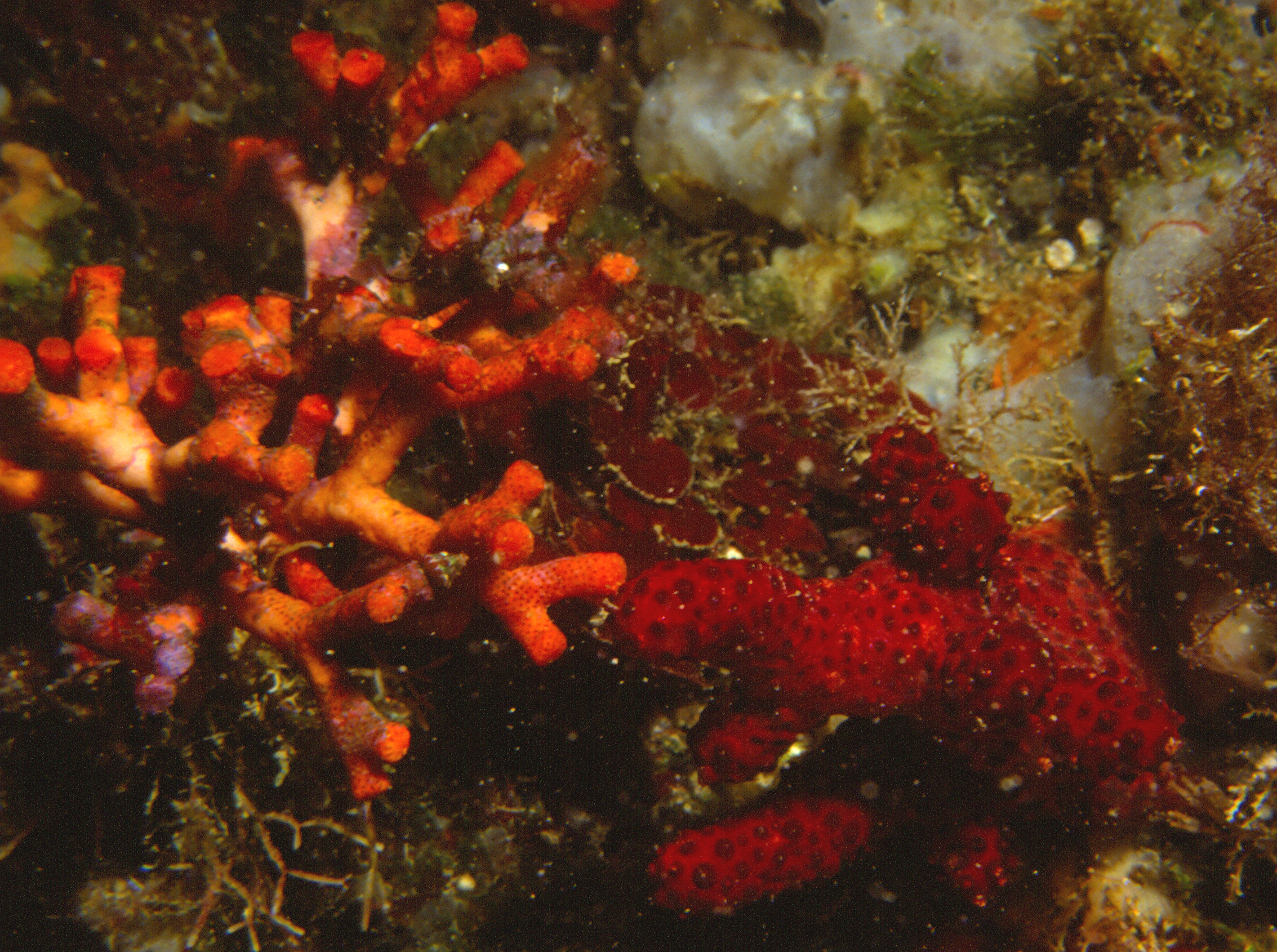
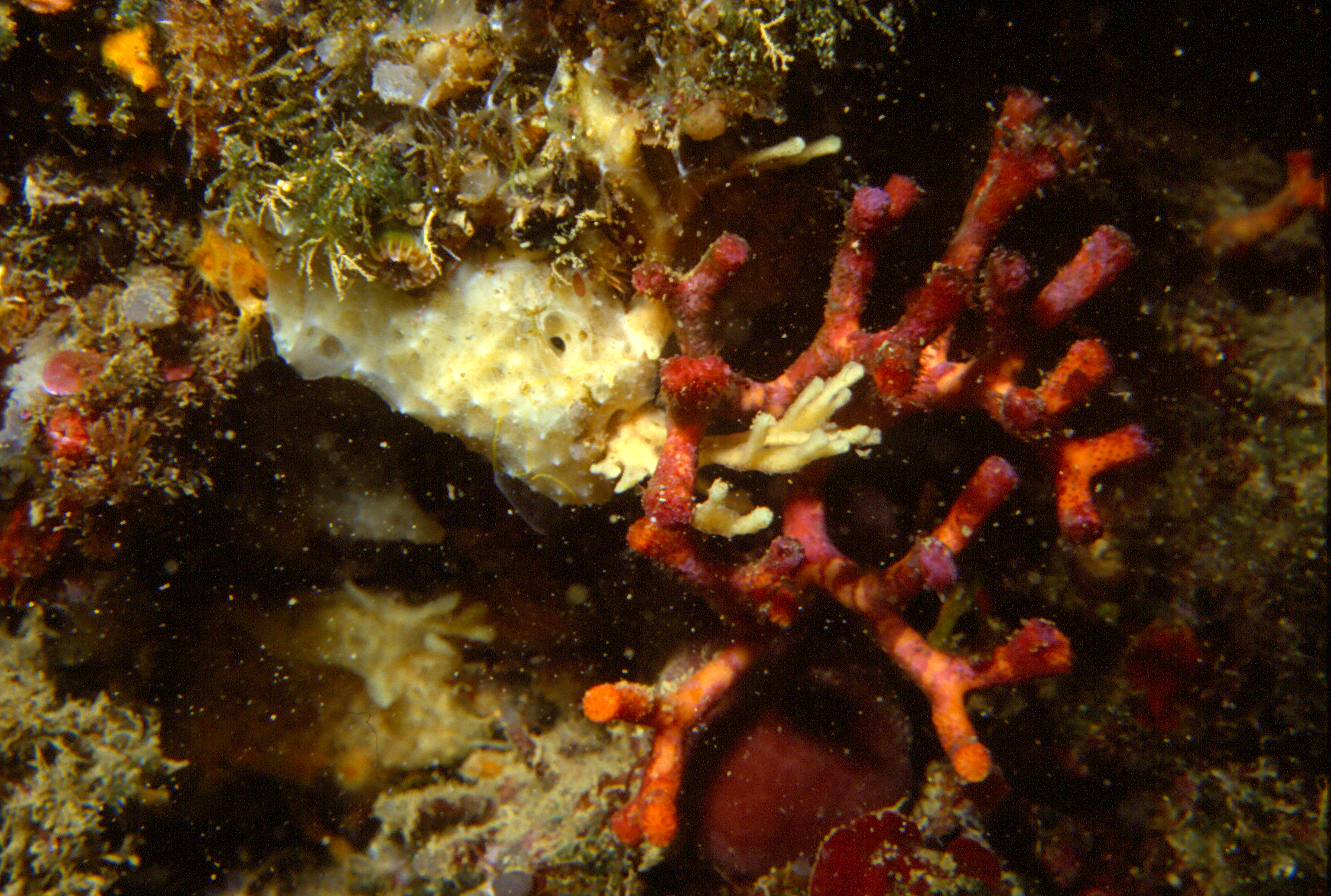
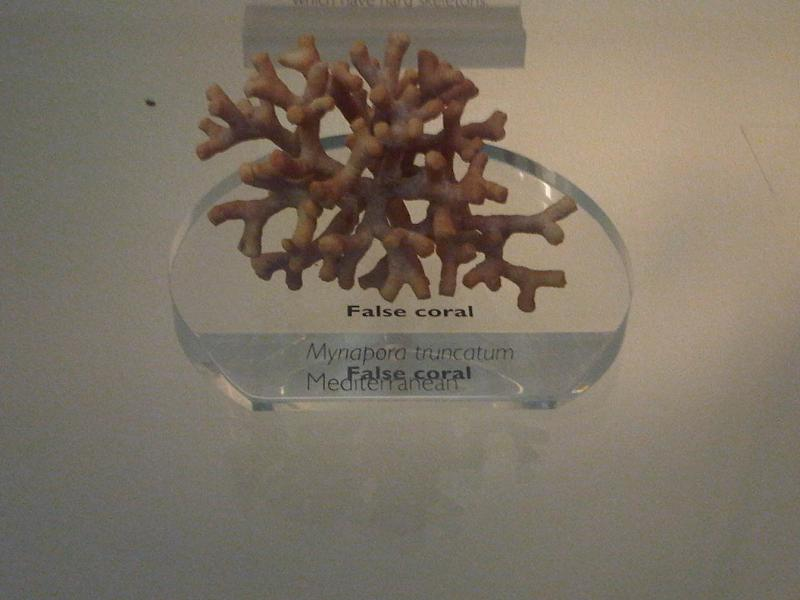
Múzeumi példány